# 車尾村
車尾村（くずもそん）は、鳥取県西伯郡にあった村。現在の米子市の一部にあたる。

## 地理
日野川の下流左岸の沖積地に位置していた。
- 河川：法勝寺川[3]

## 歴史
- 1889年（明治22年）10月1日、町村制の施行により、会見郡車尾村、観音寺村、中島村が合併して村制施行し、車尾村が発足[1][2]。旧村名を継承した車尾、観音寺村、中島の3大字を編成[2]。
- 1896年（明治29年）4月1日、郡の統合により西伯郡に所属[2]。
- 1936年（昭和11年）7月15日、米子市に編入され廃止[1][2]。編入後、米子市大字車尾・観音寺村・中島となる[2]。

### 地名の由来
元弘年間、後醍醐天皇が配流の途中、当地の深田家に立ち寄った際に詠んだ和歌にある「尾車」を逆に綴って、浜中の里を車尾に改名した。また「くずも」は「くるまお」の発音の約音。

## 産業
- 農業[2]
- 産物：米、麦[2]